# Sonda spaziale

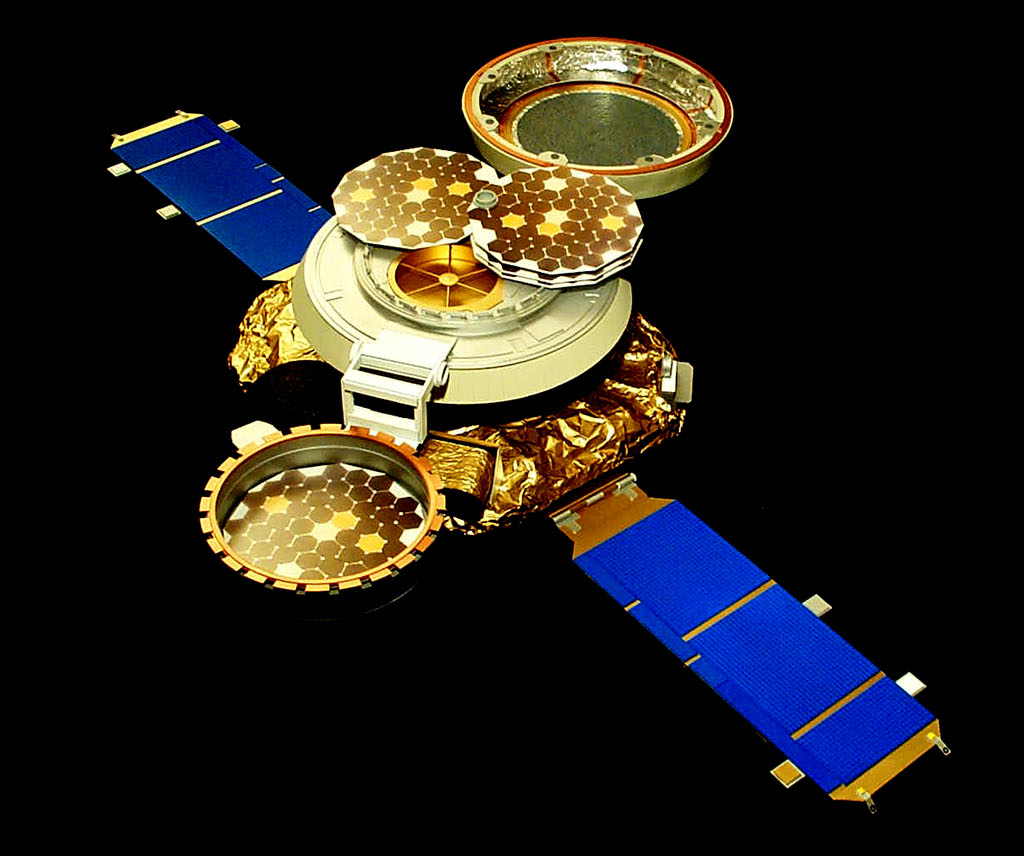
La sonda Genesis.

Una sonda spaziale è una piccola navicella spaziale senza equipaggio, carica di strumenti di osservazione per l'esplorazione spaziale di oggetti del sistema solare al di fuori dell'orbita terrestre. 
Rispetto ad un satellite artificiale in orbita attorno alla Terra, invece una sonda spaziale richiede un sofisticato grado di tecnologia e di automazione. Le sonde devono percorrere grandi distanze e operare lontano dalla Terra e dal Sole, ciò richiede un'attrezzatura specifica. 
Deve disporre di energia sufficiente per operare in regioni dove la radiazione solare fornisce solo una potenza limitata, avere grande autonomia decisionale perché la distanza dal centro di controllo non consente agli operatori umani di reagire in tempo reale agli eventi, risolvere problemi di resistenza alle radiazioni e alle temperature estreme che possono danneggiare l'elettronica di bordo.
Infine, per raggiungere la sua destinazione a un costo accettabile ed entro tempi accettabili, la sonda spaziale deve utilizzare sofisticati metodi di navigazione e propulsione: assistenza gravitazionale, aerofrenata, propulsione ionica. Le sonde spaziali possono assumere un gran numero di forme e possono trasportare più veicoli, come un orbiter posizionato in orbita attorno al corpo celeste osservato, rilasciare un lander che a sua volta trasporta un rover per esplorare la superficie, e altri veicoli ancora, come una mongolfiera o un drone.

## Descrizione
Una tipica sonda spaziale consiste generalmente di un blocco di metallo alto qualche metro, completamente coperto da antenne, telecamere, bracci mobili, ecc. A un'estremità domina un'antenna parabolica utilizzata per comunicare con la Terra, dall'altra l'ugello di uscita del motore principale. I motori sono utilizzati sia per cambiare la velocità della sonda, per eventuali manovre come l'inserzione in orbita attorno a un pianeta, sia per controllare l'assetto della sonda, ovvero il suo orientamento nelle tre dimensioni. Spesso la sonda è coperta da un foglio di carta metallico riflettente, che ha lo scopo di riflettere i raggi solari che altrimenti la surriscalderebbero. 
Se la missione della sonda è prevista con lo scopo di esplorare corpi del sistema solare interno, sarà fornita di grandi pannelli solari utili per produrre elettricità. Se invece lo scopo è l'esplorazione di corpi celesti del sistema solare esterno, la sonda sarà fornita di alcune batterie, generalmente nucleari che sfruttano il decadimento radioattivo di sostanze quali il plutonio (vedi RTG). Tuttavia i progressi tecnologici nel campo delle celle fotovoltaiche nel XXI secolo hanno comportato un aumento dell'efficienza e quindi una riduzione nelle dimensioni minime necessarie perché un pannello possa sviluppare sufficiente potenza, almeno alla distanza di Giove, come la missione Juno ha dimostrato.
Le missioni delle sonde possono prevedere dei sorvoli ad alta velocità (flyby), oppure l'inserzione in orbita attorno al corpo celeste (la sonda è quindi detta orbiter), e a volte l'atterraggio della sonda o di parte di essa (lander), se non addirittura il ritorno a Terra con campioni di roccia a bordo (per adesso, solo alcune sonde sovietiche che hanno visitato la Luna, e alcune missioni in corso verso le comete). Le ultime tecniche sono molto più redditizie dal punto di vista scientifico, ma anche molto più complesse e costose. Un compromesso a volte usato è quello di mandare una specie di proiettile (penetrator) a schiantarsi sull'oggetto, mentre la sonda analizza la polvere così sollevata.
Una sonda non è in grado di alzarsi da sola in volo, ed è quindi lanciata per mezzo di un razzo vettore che la sgancia nella traiettoria iniziale desiderata. Tale traiettoria è stata calcolata dai controllori di volo in modo che, muovendosi solo grazie alla propria inerzia e all'influenza della gravità dei vari oggetti del sistema solare, essa arrivi a destinazione utilizzando il minimo di propellente necessario.
Le distanze tipiche a cui operano le sonde spaziali (centinaia di milioni di chilometri, o anche vari miliardi) rendono problematiche le comunicazioni con la Terra. Un'apposita rete di radiotelescopi, il Deep Space Network, è dedicata alla comunicazione con le varie sonde sparse per il sistema solare. La tendenza recente è quella di rendere le sonde sempre più autonome e in grado di prendere decisioni, in modo da ridurre il tempo necessario per le comunicazioni ed essere in grado di reagire velocemente, invece di aspettare le ore che occorrono ai segnali radio per giungere a Terra.

## Impiego
Sonde spaziali sono state lanciate dalla NASA, dall'Unione Sovietica, dalla Russia, dall'ESA (Agenzia Spaziale Europea), e in misura minore dalle agenzie di Canada, Giappone, Cina e India.